# Chuppa

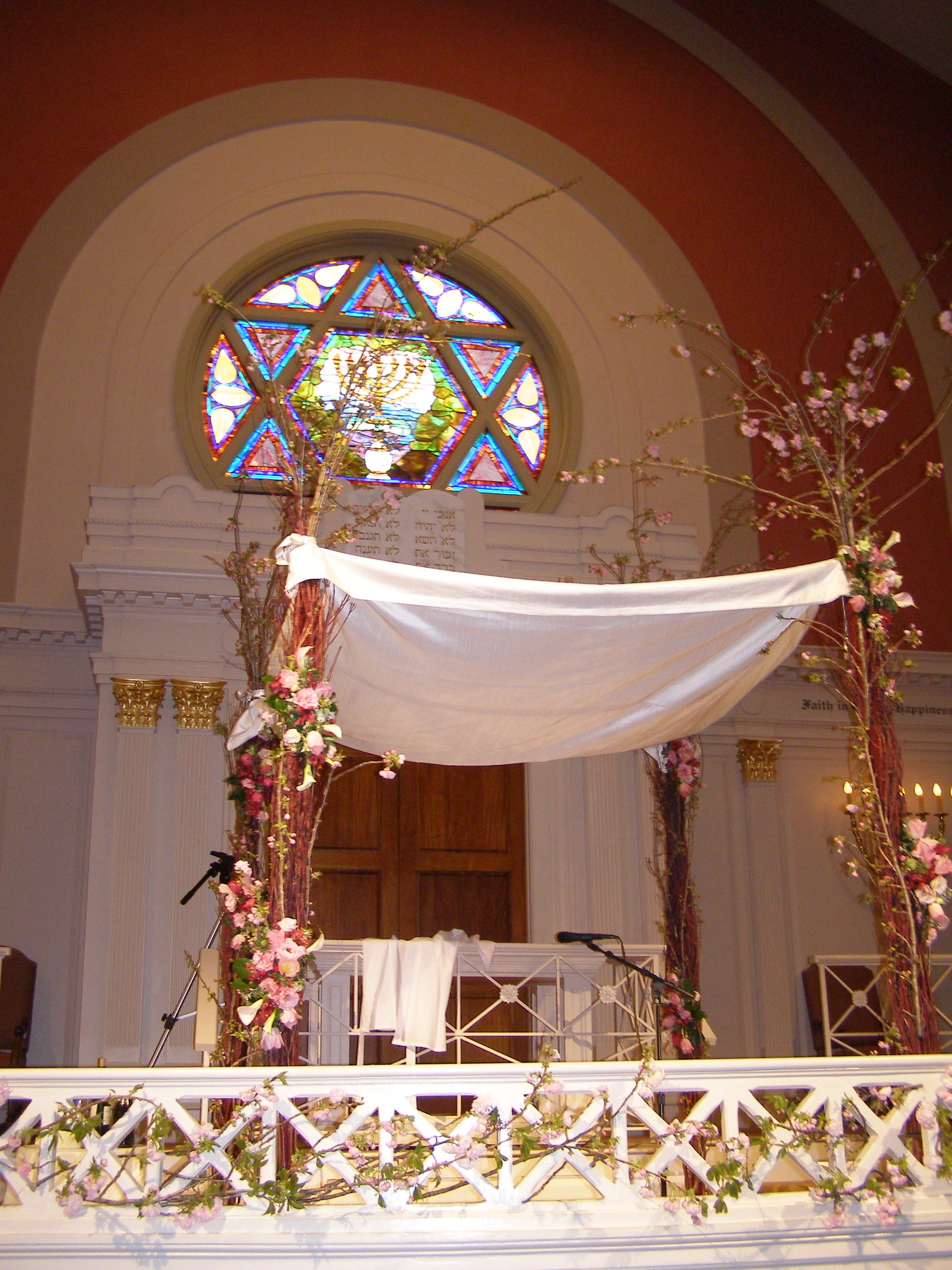
Chuppa.

Chuppa (eller huppah, chupah eller chuppah) är det tyg som spänns över en ställning av metall eller trä och ska symbolisera hemmet vid en judisk vigsel – ett tyg som brudparet står under när de gifter sig.